# Ngong (langue)
Pour les articles homonymes, voir Ngongo.
Cet article concerne la langue bantoue. Pour la commune du Cameroun, voir Ngong. Pour la langue bantoïde méridionale, voir Nagumi.
Le ngong, ou ngongo, est une langue bantoue parlée par les Ngong dans le territoire de Masi-Manimba en province du Kwilu) en République démocratique du Congo.